# Yttre Verkansjön
Yttre Verkansjön är en sjö i Storumans kommun i Lappland och ingår i Umeälvens huvudavrinningsområde. Sjön har en area på 0,612 kvadratkilometer och ligger 441,9 meter över havet. Sjön avvattnas av vattendraget Verkanbäcken.

## Delavrinningsområde
Yttre Verkansjön ingår i det delavrinningsområde (720747-155077) som SMHI kallar för Utloppet av Ytt. Verkansjön. Medelhöjden är 502 meter över havet och ytan är 15,61 kvadratkilometer. Räknas de 2 avrinningsområdena uppströms in blir den ackumulerade arean 39,05 kvadratkilometer. Verkanbäcken som avvattnar avrinningsområdet har biflödesordning 4, vilket innebär att vattnet flödar genom totalt 4 vattendrag innan det når havet efter 278 kilometer. Avrinningsområdet består mestadels av skog (73 procent) och sankmarker (16 procent). Avrinningsområdet har 0,61 kvadratkilometer vattenytor vilket ger det en sjöprocent på 3,9 procent.